# (5501) 1982 FF2
Az (5501) 1982 FF2 a Naprendszer kisbolygóövében található aszteroida. Laurence G. Taff fedezte fel 1982. március 30-án.

## Kapcsolódó szócikk
- Kisbolygók listája (5501–6000)